# Premio Máquina del Tiempo
La Máquina del Tiempo (en catalán: Premi Máquina del Temps) es un premio que otorga el Festival de Cine de Sitges en reconocimiento a una carrera prolífica a actores, directores, personalidades cinematográficas o instituciones que han tenido además una relación especial con el festival y especialmente del género fantástico. Se otorga desde 1992.
En el festival, también se dan otros premios de reconocimiento u homenaje. El más reconocido es el Gran Premio Honorífico, pero también se entrega el Premio María Honorífica, o el Premio Nosferatu, ninguno de ellos oficial.
Suele hacer entrega de ese premio el director del festival Ángel Sala en el Auditori, punto neurálgico del festival en el Hotel Melià Sitges.
Receptores del premio Máquina del Tiempo en Sitges.
- 1992: Sam Raimi.
- 1993: Don Bluth.
- 1994: Saul Bass.
- 1995: Ray Harryhausen.
- 1996: Quentin Tarantino.
- 1997: Douglas Trumbull.
- 1998: Roger Corman.
- 1999: Dario Argento.
- 2000: Terry Gilliam.
- 2001: Peter Greenaway.
- 2002: Guillermo del Toro y David Cronenberg.
- 2003: Stan Winston, Stuart Gordon, Brian Yuzna, Tobe Hooper, Takashi Miike.
- 2004: John Landis, Paul Naschy, Joel Schumacher.
- 2005: Álex de la Iglesia, Johnnie To, Bill Plympton y Joe Alves, Carl Gottlieb y Grec Nicotero (Jaws Crew).
- 2006: Alejandro Jodorowsky, Alejandro Amenábar, Howard Berger .
- 2007: Robert Englund, Jesús Franco, William Friedkin , Syd Mead, Alex Proyas.
- 2008: José Antonio Pérez Giner, Charlie Kaufman, Nicholas Meyer, Abel Ferrara, John Carpenter, Lloyd Kaufman.
- 2009: Clive Barker, Walter Hill, Park Chan-Wook, Shinya Tsukamoto, Ivan Reitman.
- 2010: Joe Dante, Rebecca De Mornay, Tom Savini, Kim Jee-Won, Richard Kelly, Mick Garris.
- 2011: Jaume Balagueró, Michael Biehn, Ching Siu-Tung, Michael Ironside.
- 2012: Elijah Wood, Don Coscarelli, Barbara Steele.
- 2013: Charles Dance, Alex Van Warmerdam.
- 2014: Roland Emmerich, Dick Miller, Franco Nero.
- 2015: Nicholas Winding Refn, Rick Baker, Andrzej Zulawski, Terry Jones, Sion Sono.
- 2016: Dolph Lundgren, Bruce Campbell, Paul Schrader, Walter Koening.
- 2017: Santiago Segura, Kornél Mundruczó, Udo Kier.
- 2018: Ron Perlman, Pam Grier, Josie Ho.
- 2019: Maribel Verdú, Javier Botet, Patrick Wilson.
- 2020: No hubo.
- 2021: Neill Blomkamp, Alice Krige, Nick Antosca.
- 2022: Neil Marshall, Edgar Wright, Quentin Dupieux, Ti West.
- 2023: Juan Antonio Bayona, Mary Lambert, Brad Anderson, Lee Unkrich, Hideo Nakata, Lamberto Bava.